# IBM 7070

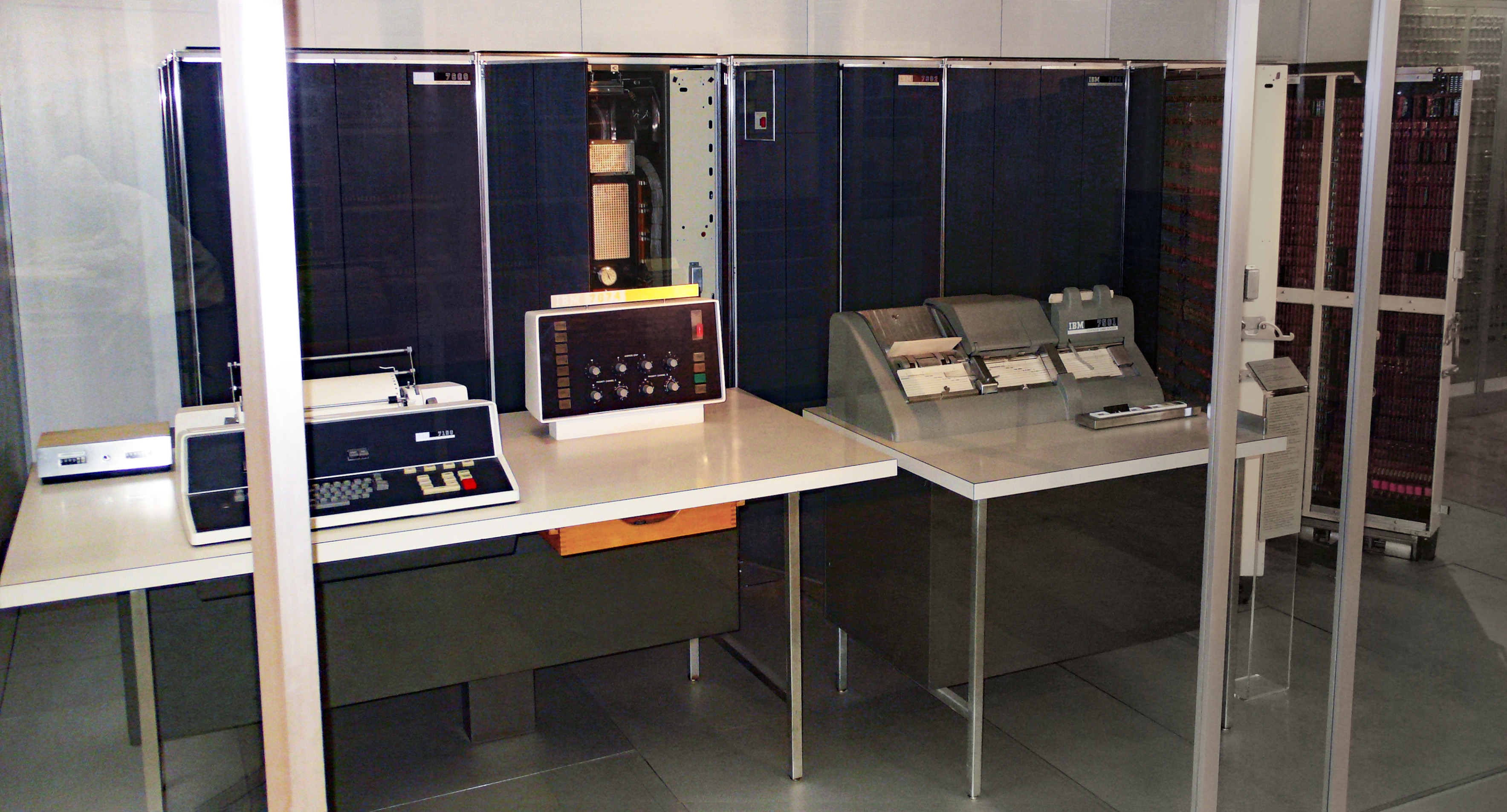
IBM 7070 Serie ausgestellt im Deutschen Museum München

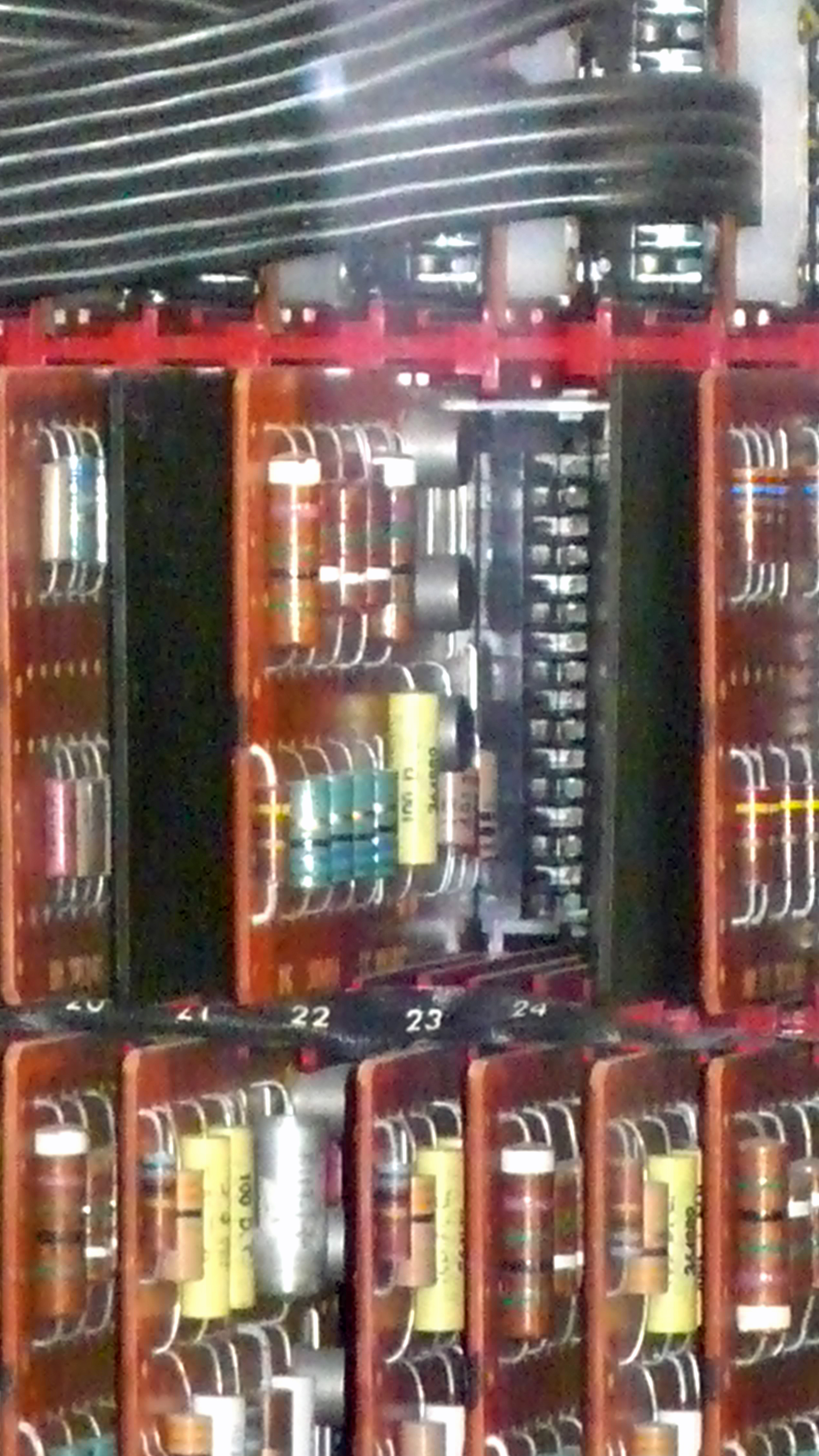
IBM 7070 Transistor Platine

Die IBM 7070 war ein Datenverarbeitungsrechner der Firma IBM, welcher von IBM im Juni 1960 vorgestellt wurde. Die 7070 Serie war der erste transistorbasierte, speicherprogrammierbare Rechner der 700/7000 series der Firma IBM.
Die 7070 wurde als transistorisierte Nachfolgerin der IBM 650 entwickelt, dabei wurde der Trommelspeicher der 650 mit sehr viel schnellerem  Kernspeicher ersetzt. Die 7070 war nicht befehlskompatibel zur 650, die die Möglichkeit besaß, bei jedem Befehl zusätzlich eine Sprungadresse zur optimalen Nutzung des Trommelspeichers anzugeben, was für einen Computer mit  wahlfreiem Kernspeicherzugriff unnötig und verschwenderisch gewesen wäre. Deshalb war ein Emulator nötig, um alte Programme laufen zu lassen.
Die 7070 wurde auch als Nachfolger für die IBM 705 vermarktet. Die dabei aufgetretenen gravierenden Inkompatibilitäten, einschließlich der Unmöglichkeit, den Zeichenvorrat der 705 vollständig abzubilden, zwangen die IBM, die IBM 7080  als vollständig kompatible „transistorisierte IBM 705“ zu entwickeln.
Das verwendete Datenformat bestand aus Worten aus 10 Dezimalziffern plus Vorzeichen. Die Ziffern wurden im Zwei aus Fünf Code gespeichert. Die Kernspeichergröße der ausgelieferten Maschinen konnte zwischen 5.000 und 9.990 Worten liegen. Die Rechengeschwindigkeit der CPU lag bei 27 kIPS. Der monatliche Mietpreis eines typisch ausgestatteten Systems betrug 17.400 US-Dollar, der Kaufpreis 813.000 US-Dollar.
Später vorgestellte Rechner dieser Baureihe waren die IBM 7072, eingeführt im November 1962, und die IBM 7074 (November 1961), von der heute eine im Deutschen Museum München ausgestellt ist.
Nachfolger war das System/360, das von IBM 1964 vorgestellt wurde.